# Sikkerhedssætning
Sikkerhedssætninger (kort form S-sætninger) er defineret i Annex IV af Den Europæiske Unions Direktiv 67/548/EØF: Forsigtighedsregler med hensyn til farlige stoffer. Listen blev konsolideret og genudgivet i Direktiv 2001/59/EF, hvor man også kan finde oversættelser til andre EU-sprog.
Disse sikkerhedssætninger anvendes ikke blot i Europa, men også internationalt, og der arbejdes på en komplet international harmonisering. (Bemærk: Manglende S-sætninger indikerer sætninger der er blevet slettet eller erstattet med en anden.)

## S-sætninger
- S1: Opbevares under lås
- S2: Opbevares utilgængeligt for børn
- S3: Opbevares køligt
- S4: Må ikke opbevares i nærheden af beboelse
- S5: Opbevares under . . . (en egnet væske, som angives af fabrikanten)
- S6: Opbevares under . . . (en inaktiv gas, som angives af fabrikanten)
- S7: Emballagen skal holdes tæt lukket
- S8: Emballagen skal opbevares tørt
- S9: Emballagen skal opbevares på et godt ventileret sted
- S12: Emballagen må ikke lukkes tæt
- S13: Må ikke opbevares sammen med fødevarer, drikkevarer og foderstoffer
- S14: Opbevares adskilt fra . . . (uforligelige stoffer, som angives af fabrikanten)
- S15: Må ikke udsættes for varme
- S16: Holdes væk fra antændelseskilder. Rygning forbudt
- S17: Holdes væk fra brandbare stoffer
- S18: Emballagen skal behandles og åbnes med forsigtighed
- S20: Der må ikke spises eller drikkes under brugen
- S21: Der må ikke ryges under brugen
- S22: Undgå indånding af støv
- S23: Undgå indånding af gas/ røg/ dampe/ aerosoltåger (den eller de pågældende betegnelser angives af fabrikanten)
- S24: Undgå kontakt med huden
- S25: Undgå kontakt med øjnene
- S26: Kommer stoffet i øjnene, skylles straks grundigt med vand og læge kontaktes
- S27: Tilsmudset tøj tages straks af
- S28: Kommer stof på huden vaskes straks med store mængder . . . (angives af fabrikanten)
- S29: Må ikke tømmes i kloakafløb
- S30: Hæld aldrig vand på eller i produktet
- S33: Træf foranstaltninger mod statisk elektricitet
- S35: Materialet og dets beholder skal bortskaffes på en sikker måde
- S36: Brug særligt arbejdstøj
- S37: Brug egnede beskyttelseshandsker under arbejdet
- S38: Brug egnet åndedrætsværn, hvis effektiv ventilation ikke er mulig
- S39: Brug beskyttelsesbriller/ ansigtsskærm under arbejdet
- S40: Gulvet og tilsmudsede genstande renses med . . . (midlerne angives af fabrikanten)
- S41: Undgå at indånde røgen ved brand eller eksplosion
- S42: Brug egnet åndedrætsværn ved rygning/ sprøjtning (den eller de pågældende betegnelser angives af fabrikanten)
- S43: Brug . . . ved brandslukning (den nøjagtige type brandslukningsudstyr angives af fabrikanten. Såfremt vand ikke må bruges tilføjes: »Brug ikke vand«)
- S45: "Ved ulykkestilfælde eller ved ildebefindende er omgående lægebehandling nødvendig; vis etiketten, hvis det er muligt"
- S46: Ved indtagelse, kontakt omgående læge og vis denne beholder eller etiket
- S47: Må ikke opbevares ved temperaturer på over . . . °C  (angives af fabrikanten)
- S48: Holdes befugtet med . . . (passende middel angives af fabrikanten)
- S49: Må kun opbevares i den originale emballage
- S50: Må ikke blandes med . . . (angives af fabrikanten)
- S51: Må kun bruges på steder med god ventilation
- S52: Bør ikke anvendes til større flader i beboelses- eller opholdsrum
- S53: Undgå enhver kontakt indhent særlige anvisninger før brug
- S56: Aflever dette materiale og dets beholder til et indsamlingssted for farligt affald og problemaffald
- S57: Skal indesluttes forsvarligt for at undgå miljøforurening
- S59: Indhent oplysninger om genvinding/ genanvendelse hos fabrikanten/leverandøren
- S60: Dette materiale og dets beholder skal bortskaffes som farligt affald
- S61: Undgå udledning til miljøet. Se særlig vejledning/leverandørbrugsanvisning
- S62: Ved indtagelse undgå at fremprovokere opkastning: kontakt omgående læge og vis denne beholder eller etiket
- S63: Ved ulykkestilfælde ved indånding bringes tilskadekomne ud i frisk luft og holdes i ro
- S64: Ved indtagelse, skyl munden med vand (kun hvis personen er ved bevidsthed)

## Kombinationer af S-sætninger
- S1/2: Opbevares under lås og utilgængeligt for børn
- S3/7: Emballagen opbevares tæt lukket på et køligt sted
- S3/9/14: Opbevares køligt, godt ventileret og adskilt fra . . . (uforligelige stoffer angives af fabrikanten)
- S3/9/14/49: Må kun opbevares i originalemballagen på et køligt, godt ventileret sted og adskilt fra . . . (uforligelige stoffer angives af fabrikanten)
- S3/9/49: Må kun opbevares i originalemballagen på et køligt, godt ventileret sted
- S3/14: Opbevares køligt og adskilt fra . . . (uforligelige stoffer angives af fabrikanten)
- S7/8: Emballagen skal holdes tæt lukket og opbevares tørt
- S7/9: Emballagen skal holdes tæt lukket og opbevares på et godt ventileret sted
- S7/47: Emballagen skal holdes tæt lukket og opbevares ved temperaturer på ikke over . . . °C (angives af fabrikanten)
- S20/21: Der må ikke spises, drikkes eller ryges under brugen
- S24/25: Undgå kontakt med huden og øjnene
- S27/28: Kommer stof på huden, tages tilsmudset tøj straks af og der vaskes med store mængder . . . (angives af fabrikanten)
- S29/35: "Må ikke tømmes i kloakafløb; materialet og dets beholder skal bortskaffes på en sikker måde"
- S29/56: Må ikke tømmes i kloakafløb, aflever dette materiale og dets beholder til et indsamlingssted for farligt affald og problemaffald
- S36/37: Brug særligt arbejdstøj og egnede beskyttelseshandsker
- S36/37/39: Brug særligt arbejdstøj, egnede beskyttelseshandsker og briller/ansigtsskærm
- S36/39: Brug særligt arbejdstøj og egnede beskyttelsesbriller/ ansigtsskærm
- S37/39: Brug egnede beskyttelseshandsker og briller/ ansigtsskærm under arbejdet
- S47/49: Må kun opbevares i originalemballagen ved en temperatur på ikke